# Charlie Cox
Charlie Thomas Cox (Londen, 15 december 1982) is een Engels acteur. Hij is het meest bekend door zijn rollen in Stardust en Daredevil.

## Biografie
Cox is geboren in Londen, Engeland en is de jongste van vijf kinderen. Hij studeerde drama op Sherborne School in Dorset.

## Filmografie
- 2002: Judge John Deed
- 2003: Dot the I
- 2004: Things to Do Before You're 30
- 2004: The Merchant of Venice
- 2005: Casanova
- 2006: Lewis
- 2006: A for Andromeda
- 2006: Tirante A Blanco
- 2007: Stardust
- 2008: Stone of Destiny
- 2010: Downton Abbey
- 2011: There Be Dragons
- 2014: The Theory of Everything
- 2015-2018: Marvel's Daredevil
- 2017: Marvel's The Defenders
- 2021: Spider-Man: No Way Home
- 2022: She-Hulk: Attorney at Law
- 2024: Echo
- 2025: Your Friendly Neighborhood Spider-Man (stem)
- 2025-heden: Daredevil: Born Again

- Bibsys: 10083708
- Biblioteca Nacional de España: XX5144615
- Bibliothèque nationale de France: cb17151121t (data)
- Gemeinsame Normdatei: 1061092372
- International Standard Name Identifier: 0000 0000 7910 649X
- Library of Congress Control Number: no2006131980
- Nationale Bibliotheek van Tsjechië: xx0079853
- Nationale Bibliotheek van Israël: 987007402288205171
- Système universitaire de documentation: 160775868
- Virtual International Authority File: 85826621
- WorldCat: E39PBJhMhfPJB4q7rbhb9HdG73